# Parrella macropteryx
Parrella macropteryx är en fiskart som beskrevs av Ginsburg, 1939. Parrella macropteryx ingår i släktet Parrella och familjen smörbultsfiskar. Inga underarter finns listade i Catalogue of Life.